# Аргунское ущелье
Аргунское ущелье (чечен. Орган чІож — «Реки ущелье») — одно из крупнейших по протяжённости ущелий Кавказа.

## География
Аргунское ущелье в Чечне образовалось прорывом реки Аргун сквозь северный уступ Главного Кавказского горного хребта, называемый Чёрными горами. Высота от 1100 до 4800 метра.
В районе села Шатой, в ущелье расположен один из крупнейших (233 800 га) заповедников Чечни и Кавказа, включающий множество культурных и природных памятников — Аргунский музей-заповедник. В ущелье сохранились несколько сот архитектурных памятников раннего и позднего средневековья, а также памятники относящиеся к временам до нашей эры, так называемые циклопические архитектурные сооружения древних чеченцев, а также каменные и пещерные жилища троглодитов (пещерных людей). Перед началом Кавказских войн XVIII—XIX веков в ущелье насчитывалось около 4000 древних архитектурных строений и построек, в основном боевые, полубоевые, сторожевые башни от 4 до 6 этажей и жилые башенные городища с жилыми башнями от 2-х до 3-х этажей. Всего насчитывалось до 180 замковых городищ.
На средневековых башнях и склепах Аргунского ущелья высечены древние рисунки, петроглифы, различные древние знаки на камне в виде человеческих фигур, спиралей, отпечатков ладоней, свастик, солярных знаков, изображения животных.

## История

### Кавказская война
Во время Кавказской войны Аргунское ущелье приобрело известность своей неприступностью. Только в 1858 году генерал Евдокимов, покорив значительную часть Чечни и обеспечив таким образом свой тыл, решился овладеть этим местом. Русские войска в количестве до 45 тысяч солдат и офицеров, 16 января проникли в Аргунское ущелье, неся значительные потери от непрекращающихся атак чеченцев; однако окончательное овладение ущельем, вплоть до верховья реки Аргун, заняло ещё около года. Зато с этих пор русская власть утвердилась там, и это позволило создать надёжный плацдарм для овладения резиденцией имама Шамиля и столицей имамата Ведено.
В 1858 году была сложена солдатская песня «Занятие Аргунского ущелья».

### Первая и вторая чеченские войны
Во время первой и второй чеченских войн Аргунское ущелье оставалось важным стратегическим пунктом, за овладение которым и подступам к нему шли бои. Самыми громкими боями, связанными с Аргунским ущельем, являются бой 245-го гвардейского мотострелкового полка с отрядом боевиков у села Ярышмарды, пограничная операция «Аргун» (Итум-Калинский пограничный десант) и сражение за Шатой.

## Галерея

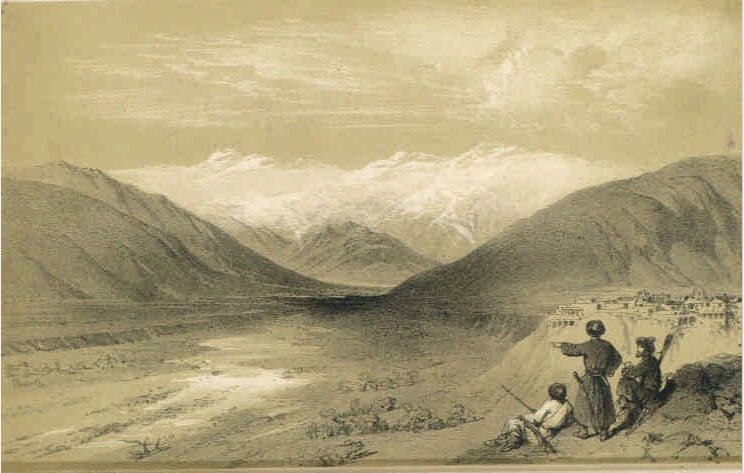
Аргунское ущелье. Рис. Василенко. XIX век.
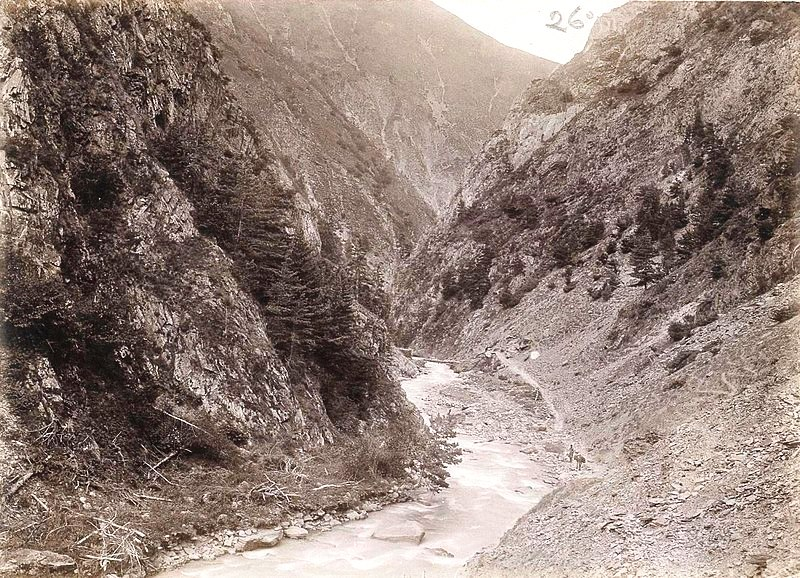
Аргунское ущелье (выше Шатили), фото Деши Морица. 1897 год.
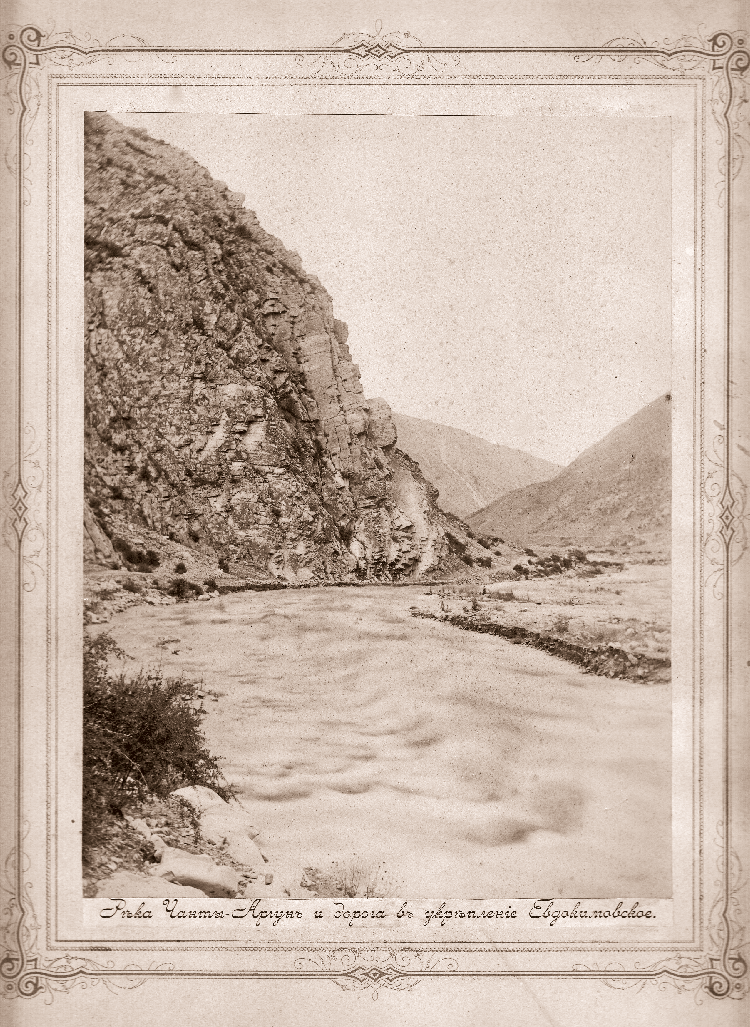
Аргунское ущелье. 1850—1896 годы.
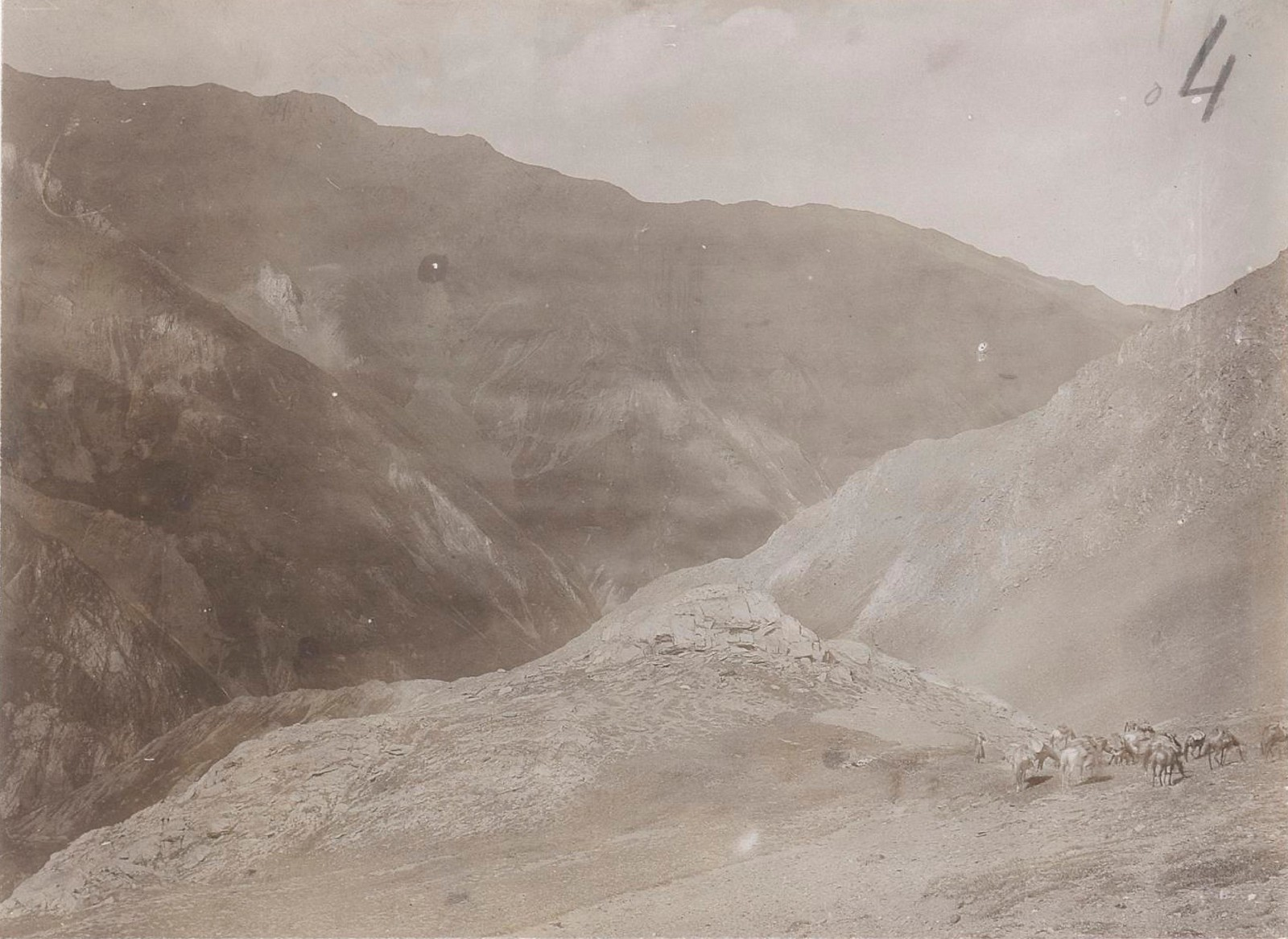
В верховьях Аргунского ущелья, на подходе к перевалу Катчу-Лам.
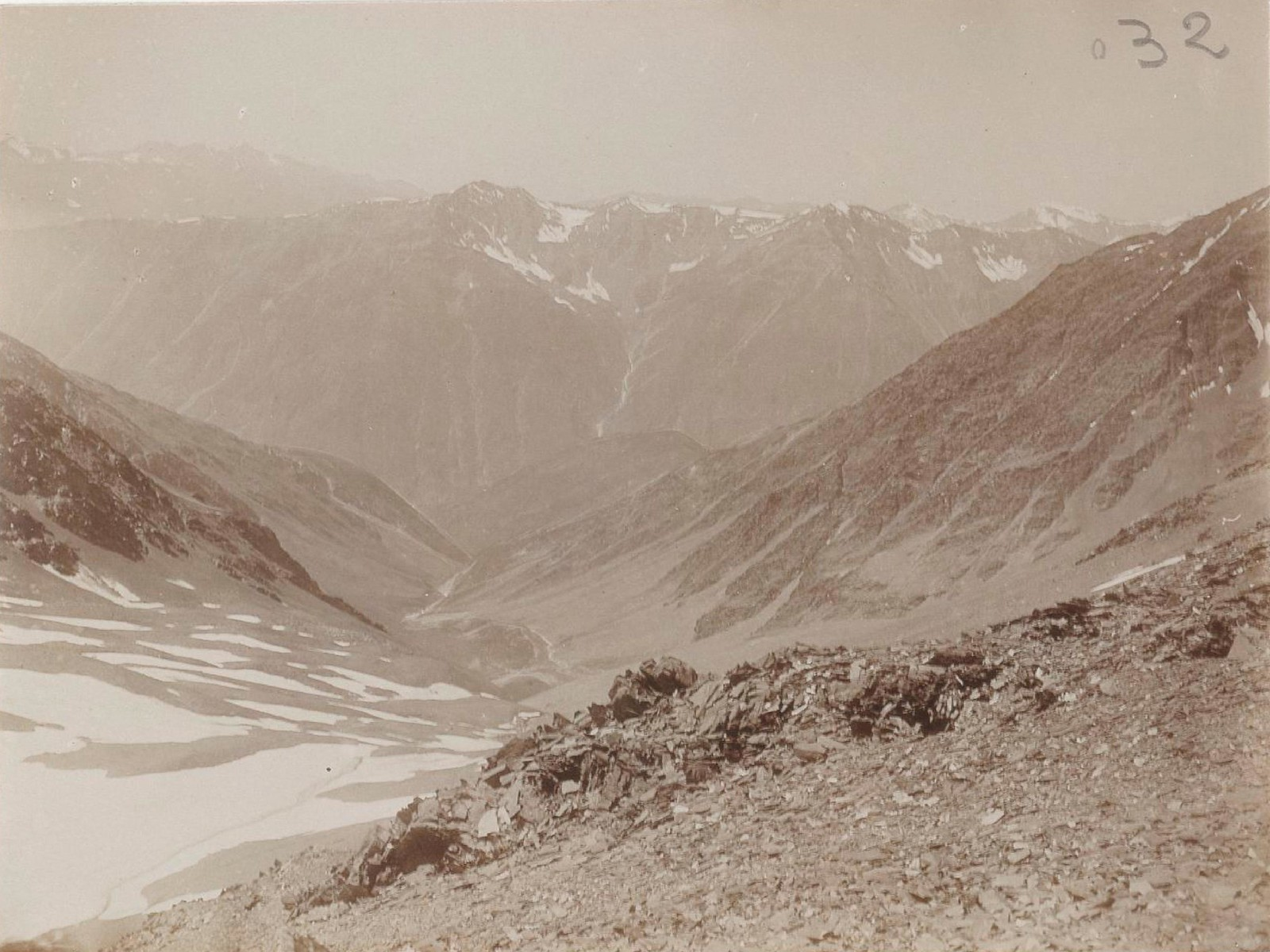
Аргунское ущелье от перевала Катчу-Лам, фото экспедиции графа Деши Морица. 1897 год.
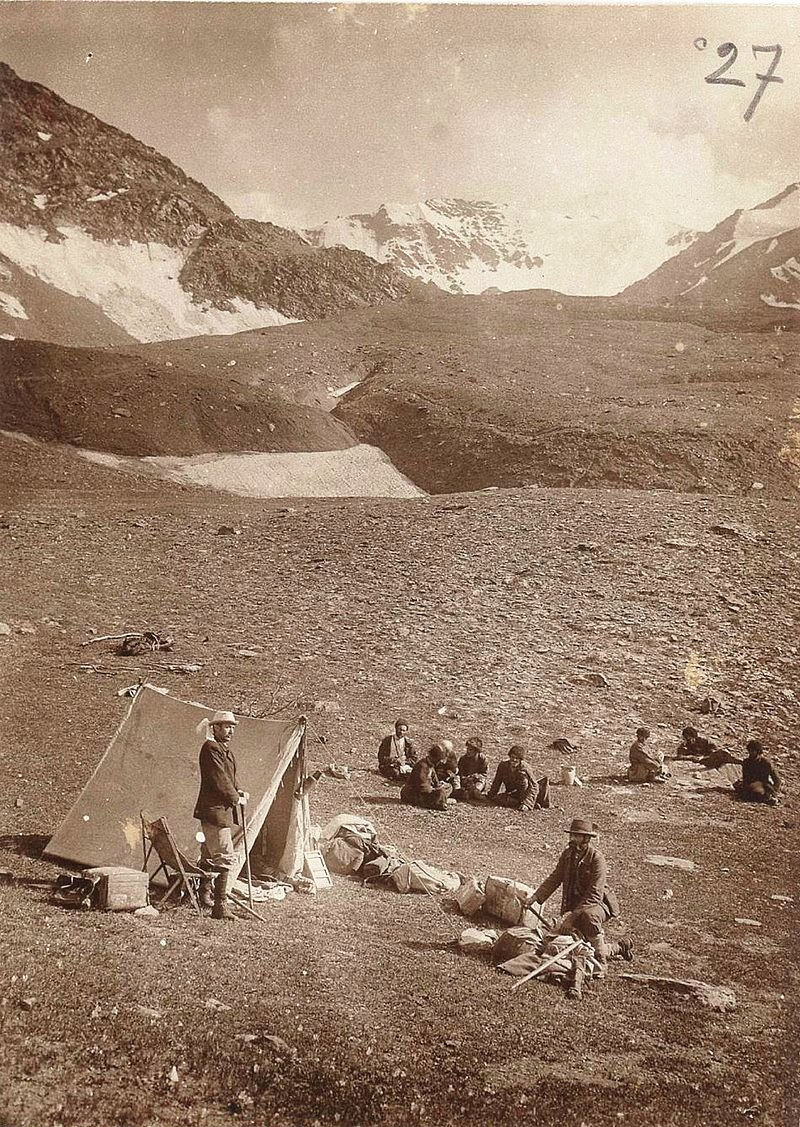
Лагерь у перевала Катчу-Лам, фото экспедиции графа Деши Морица. 1897 год.
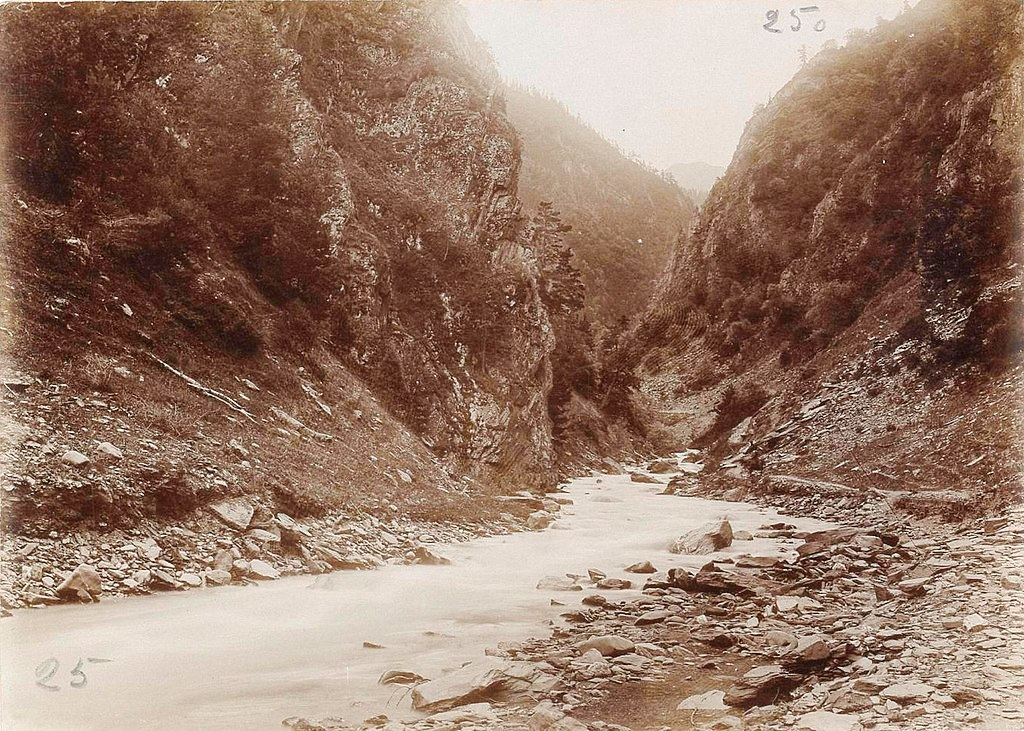
Река Аргун, фото экспедиции графа Деши Морица. 1897 год.
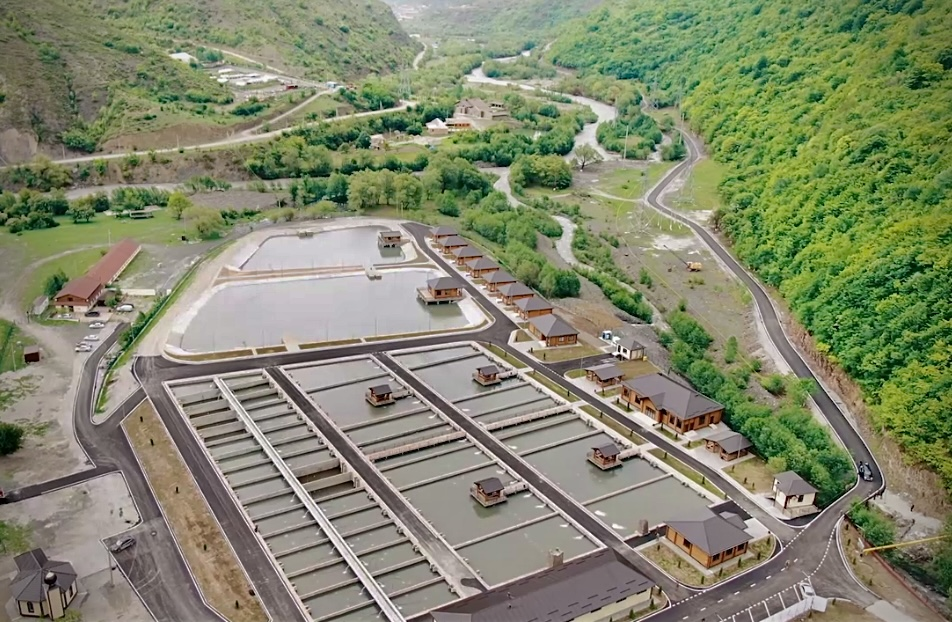
Гидрокомплекс в Аргунском ущелье близ Конжухоя